# HKU Antun Gustav Matoš, Zrenjanin
Hrvatsko kulturno udruženje Antun Gustav Matoš je kulturna udruga Hrvata iz Zrenjanina. Utemeljena 4. studenoga 2013. godine, radi razvijanja kulture, kulturne tradicije, hrvatskog jezika i njegovog dijalekta ikavice, te folklora i običaja Hrvata. HKU ciljeve ostvaruje organiziranjem izložbi, književnih prezentacija, književnih večeri, sportskih manifestacija i kroz ostale djelatnosti sekcija.

## Vanjske stranice
- [neaktivna poveznica]